# Beatriz Ruiz Pérez
Beatriz Ruiz Pérez (Badalona) és una poetessa i redactora catalana. És membre de la Fundació Catalana Síndrome de Down (FCSD) i redactora a Èxit21, una revista digital pensada, escrita i executada per persones amb discapacitat intel·lectual, a més de ser autora de diversos llibres de poesia, a més de ser aficionada a la pintura i estar matriculada a l'escola de teatre El Timbal.
Als seus llibres editats per l'Editorial Talents, parla de viatges, natura, màgia o quotidianitat, però també parla d'ella mateixa, i de la seva visió del món des de la perspectiva d'una persona amb Síndrome de Down, i de la incomprensió que sent amb la gent que no sap com ella és interiorment.

## Obra
- Ruiz, Bea. Un portal a la fantasía, p. 152. ISBN 978-84-122400-1-6.
- Ruiz Perez, Beatriz. Cant d'alzina. ISBN 9788494604195.
- Ruiz, Bea. Llàgrimes de dansa.
- Ruiz, Bea. Cor de teatre i altres poemes.